# Курово-Покровское
Курово-Покровское — деревня Берновского сельского поселения Старицкого района Тверской области. Расположена в 62 км к северо-западу от Старицы на берегу реки Нашиги. Население — 12 человек. (2008).

## История

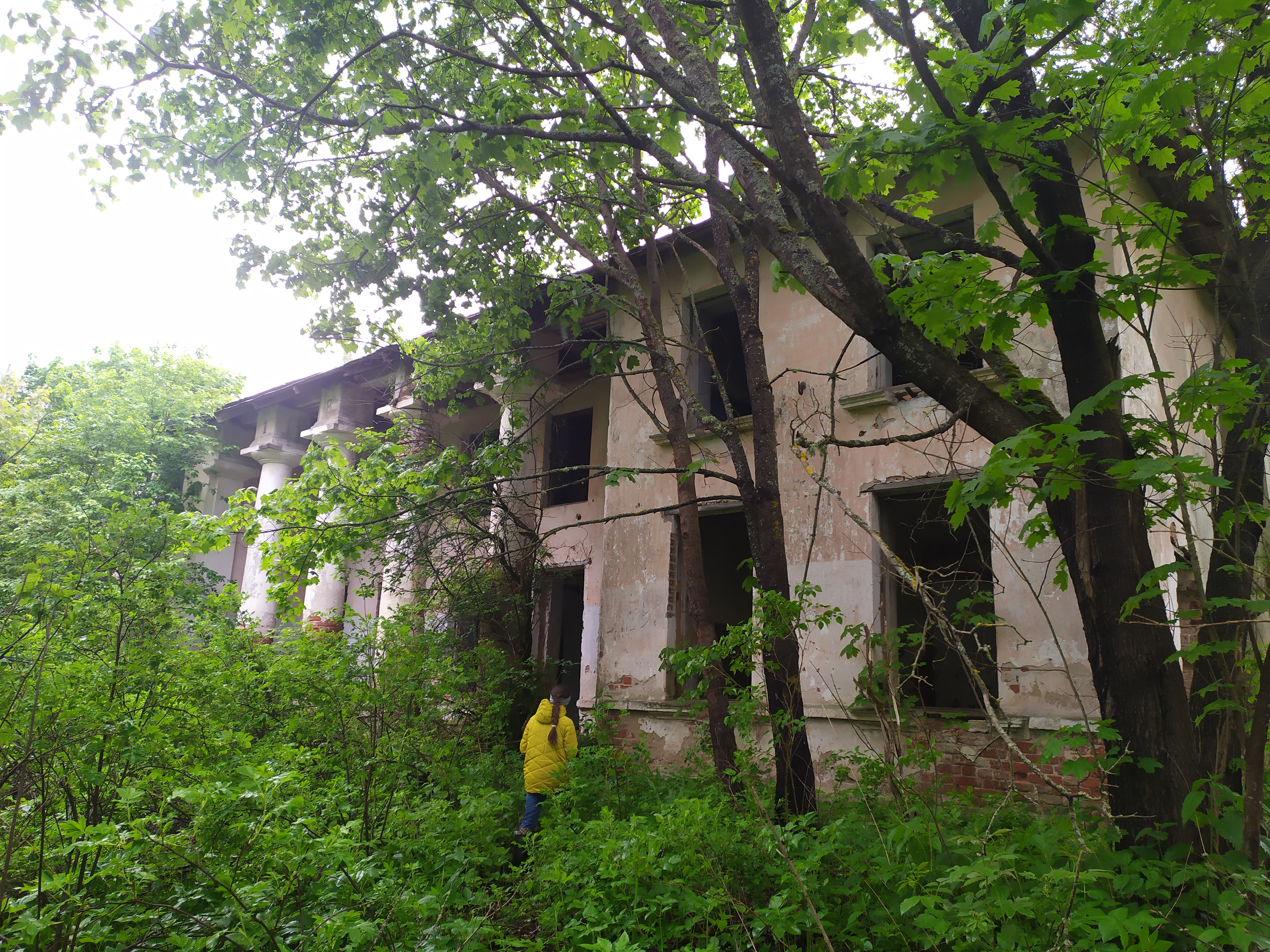
Современное состояние усадьбы в Курово-Покровском

До начала XIX века эта деревня принадлежала семейству Вульфов. В 1816 году её хозяином стал морской офицер Павел Иванович Панафидин (Понафидин) (1784—1869), где у него родился сын, будущий адмирал Иван Панафидин
В 1829 году в Курово-Покровском побывал А. С. Пушкин, где он работал над VII главой романа «Евгений Онегин».
Следующим владельцем Курово-Покровского стал Николай Павлович Панафидин (1819—1895). Близкий друг А. П. Чехова Лика Мизинова привозила в имение к Панафидиным художников Исаака Ильича Левитана с Софьей Петровной Кувшинниковой, где Левитан дописывал свою картину «У омута».
Последними хозяевами имения были престарелые сёстры Вера Николаевна и Анна Николаевна Панафидины, которые проживали в нём некоторое время благодаря заступничеству крестьян.
По постановлению ВЦИК «О социальном землеустройстве» от 14 февраля 1919 года бывшее имение передано в совхоз.